# 釋白雲
釋白雲禪師（1915年4月4日—2011年5月18日），俗姓歐陽，字夢殊，籍貫北京，臺灣著名禪師，傳承沩仰宗，為天岳第9代弟子，臨濟嫡傳第40代。在臺灣創立臨濟宗千佛山派。

## 生平
白雲禪師七歲在浮丘山天岳門虛因禪師座下，出家為沙彌，入書院學習。1935年，自湖南大學中文系畢業，同年，於漢陽歸元寺受具足戒。此後在各寺廟間行腳三年，足跡遠至五臺山，人稱「夢頭陀」。1937年，至西藏業富絳央寺修習因明學九個月。
1938年，24歲，擔任浮丘山雷音寺住持。1937年，傳承溈仰宗廣修和尚法脈。1939年，在能海法師門下學習密宗，賜法號寬一，梵名「曼殊伽陀阿嵐跋者那」。1941年，在泰北，隨印度苦行僧讖托那庫修學「古梵密法」。1942年，擔任小南天天岳山梵音寺方丈。
1948年端午節，因戰亂，在路上被軍隊強抓成為挑夫。1949年，隨國軍部隊來到臺灣高雄。在鳳山時，考取孫立人將軍開辦的「幹訓班」，結訓後以少尉任官，派至宜蘭「通訊連學校」學習通訊。此後回到陸軍官校，擔任通訊教官，期間曾被派至美國受訓九個月。在軍隊服役十年後，1959年，因生病，以少校軍階申請退伍，再度出家，在高雄縣甲仙鄉修行，居住的小屋名為「休休庵」。潛修一段時間後，白雲禪師在臺灣各地雲遊苦行，1967年掛褡臺南縣關仔嶺火山碧雲寺，在此居住六年，並開始教授徒弟。
1971年，住持彰化縣大城古嚴禪寺。1973年成為臺南縣關廟千佛山菩提寺住持。在寺中，他創立了佛學院，作為出家僧侶教育之用。
白雲禪師長年寫作，以宣揚佛教。他也經常在電視節目中弘法。2011年，因心臟病過世，世壽97歲。

## 外部連結
- 白雲老禪師簡介
- 中央社-白雲老和尚圓寂 享壽97